# Massacro di Dassa
Il massacro di Dassa (in croato: pokolj na Daksi) fu un episodio della seconda guerra mondiale nel quale i partigiani jugoslavi giustiziarono 53 (o secondo alcune fonti 48) persone accusate di collaborare con gli ustascia, sull'isola di Dassa, poco lontano da Ragusa.

## Storia
Quando i partigiani jugoslavi arrivarono a Ragusa, nell'ottobre del 1944, la strapparono ai tedeschi (che l'avevano conquistata in seguito all'armistizio di Cassibile) e arrestarono più di 300 persone. In seguito ne selezionarono 53 o 48, tra cui il sindaco di Ragusa, Niko Koprivica, e il parroco locale, Petar Perica, e li portarono sull'isola di Dassa, poco lontano dalla città.
Gli avvenimenti non furono mai chiariti e i responsabili non furono mai processati. Nel 2009 la fossa comune fu ritrovata dalle autorità croate e gli esami del DNA hanno confermato l'identità di 18 vittime (su un totale di 53 corpi).
Nel 2010 i corpi rinvenuti delle vittime sono stati sepolti.